# Cephalotes bruchi
Cephalotes bruchi är en myrart som först beskrevs av Auguste-Henri Forel 1912.  Cephalotes bruchi ingår i släktet Cephalotes och familjen myror. Inga underarter finns listade.

## Bildgalleri

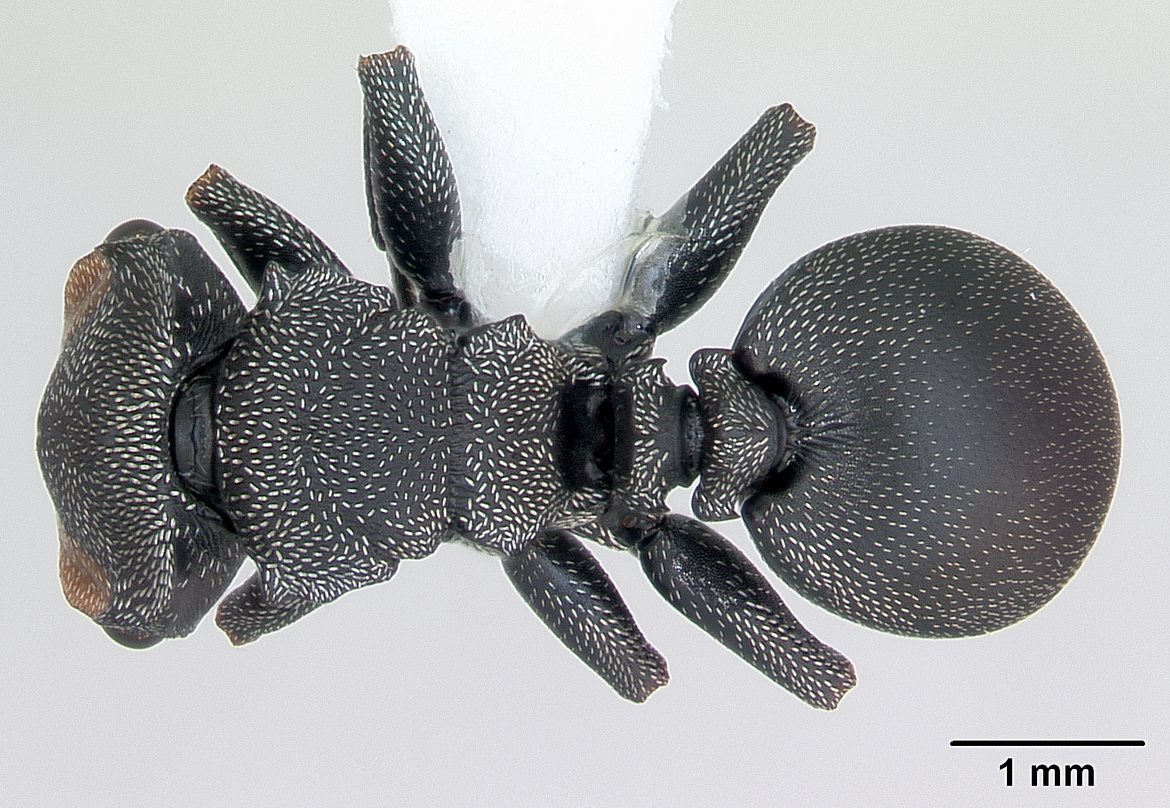
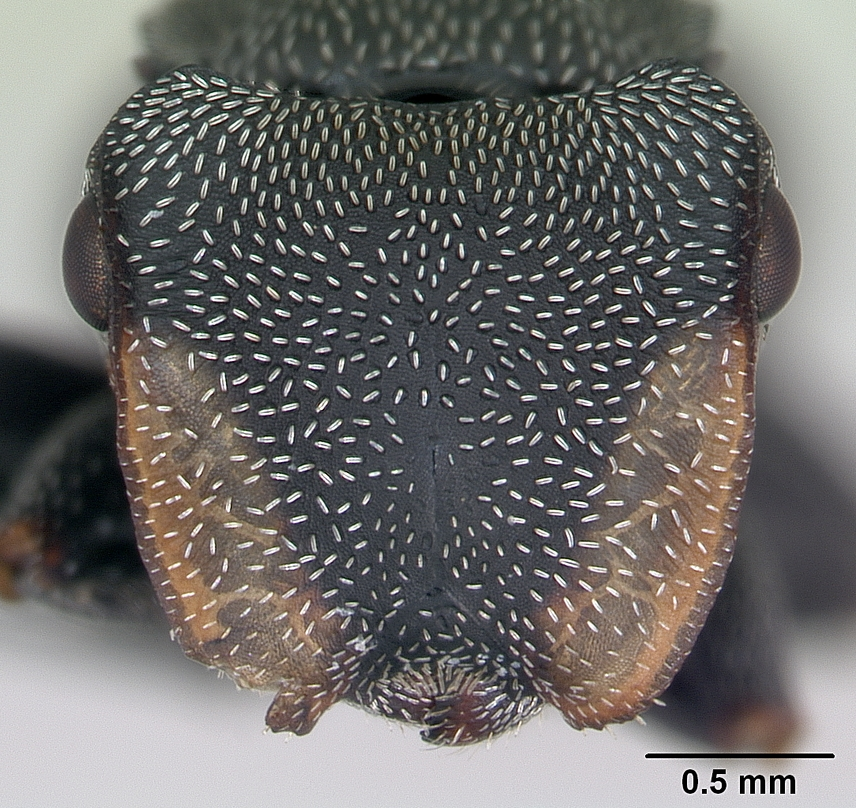
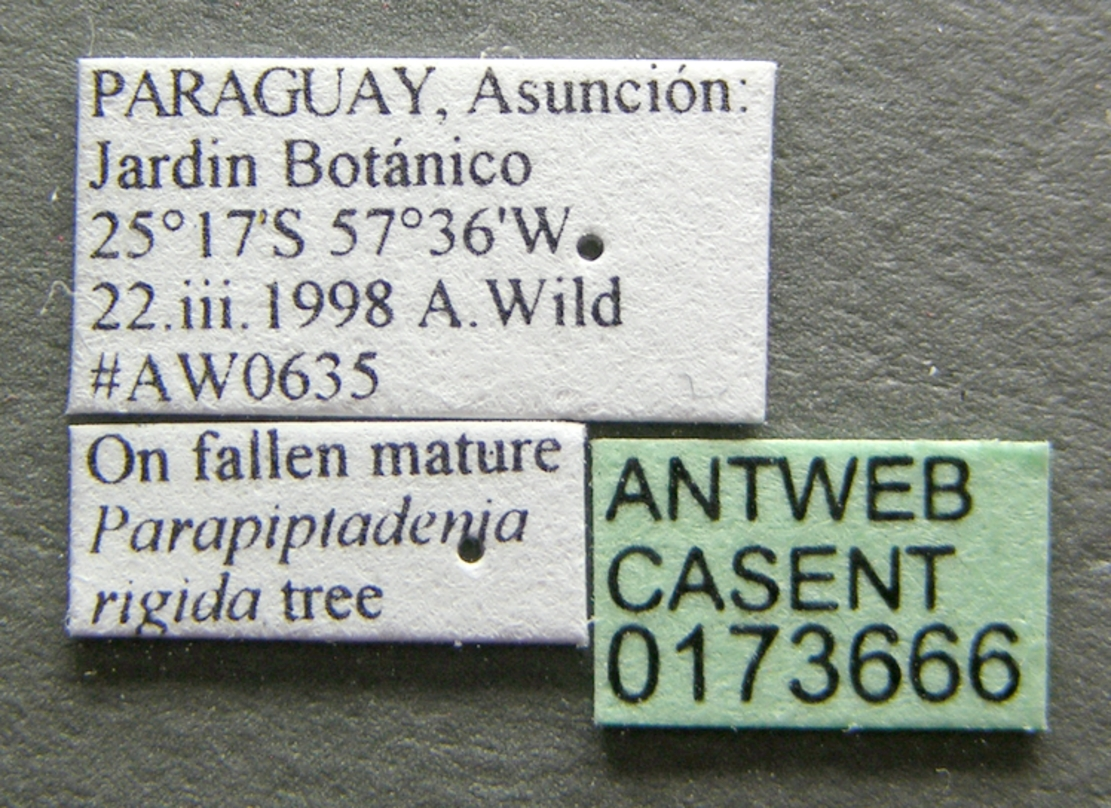
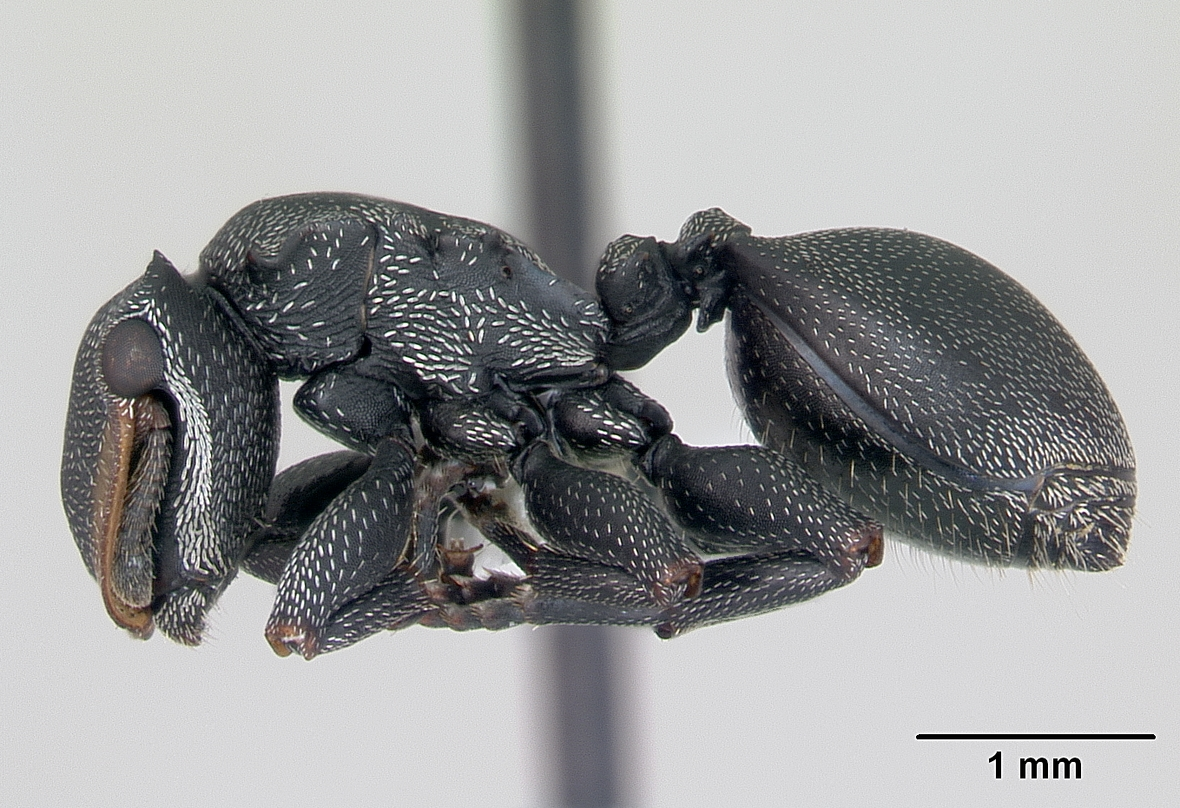
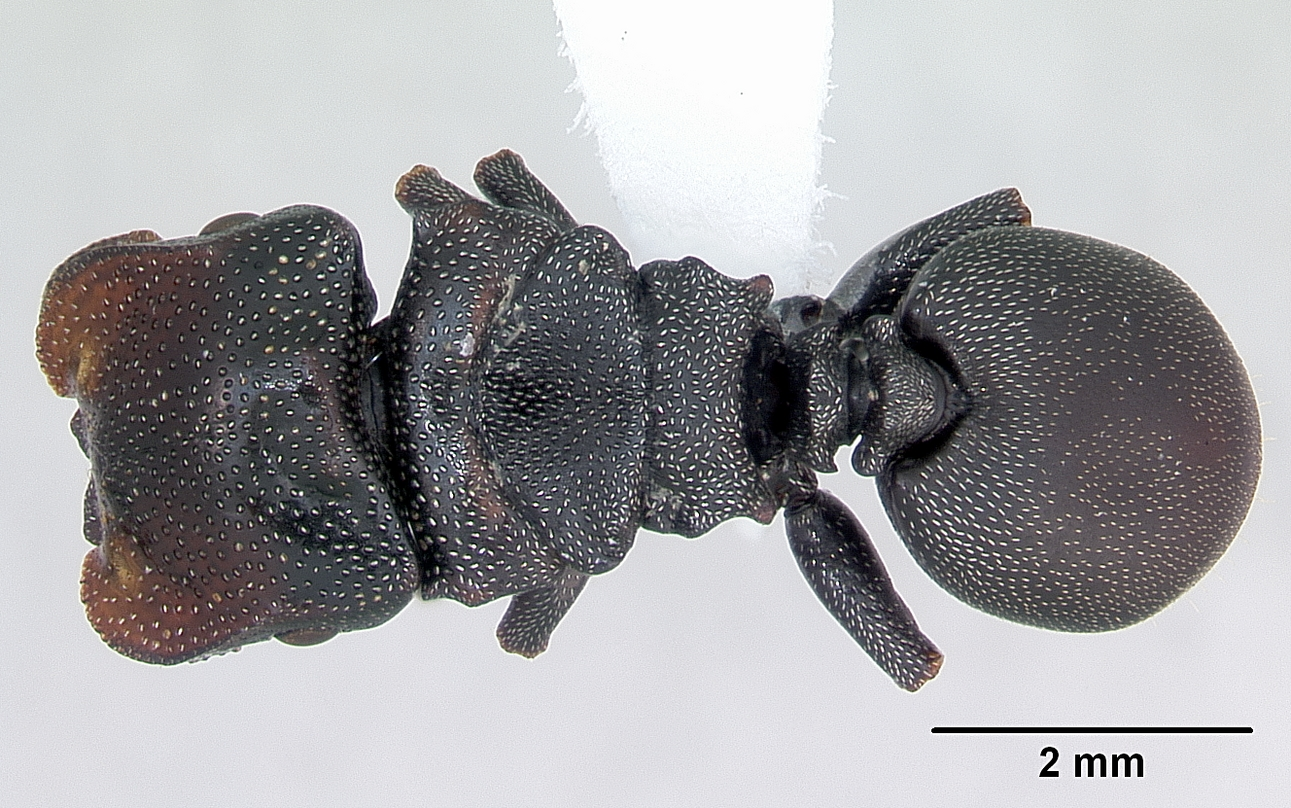
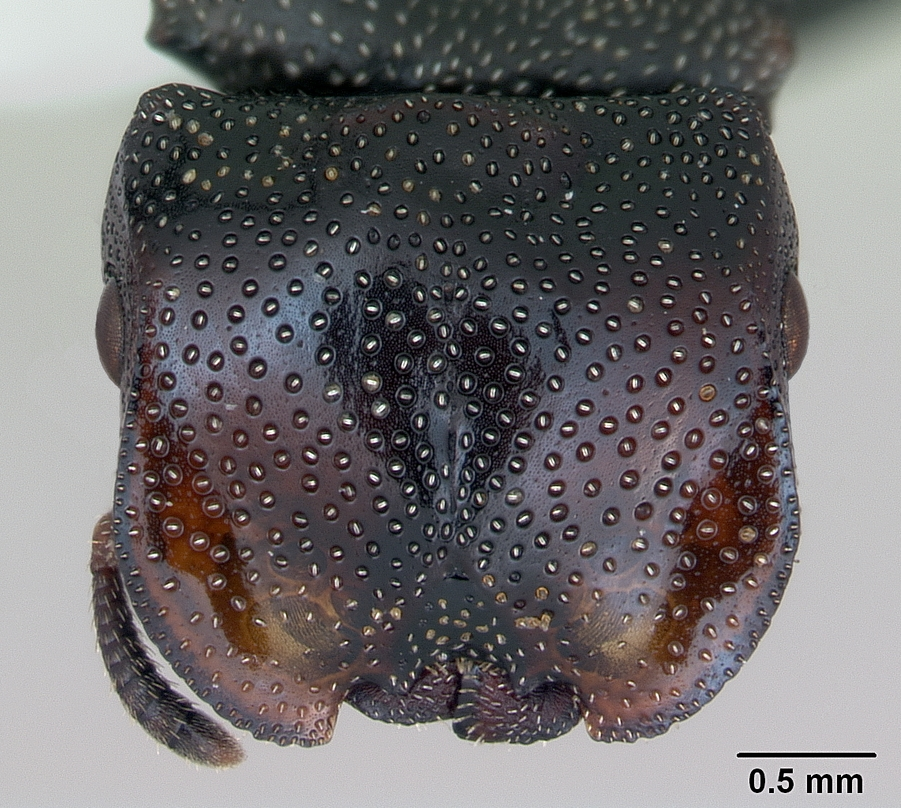